# Stratovulkaan

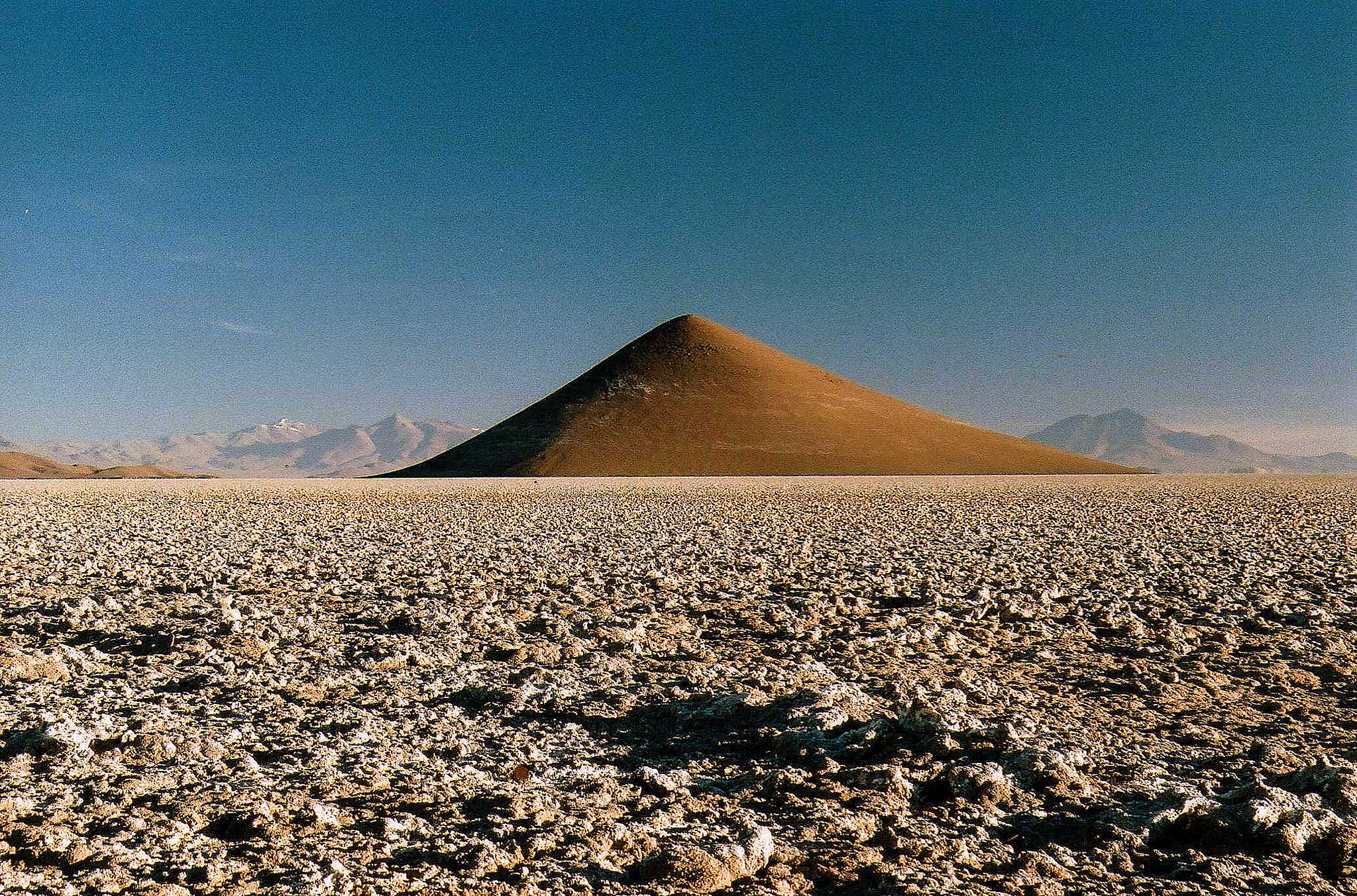
Stratovulkaan "Cono de Arita".

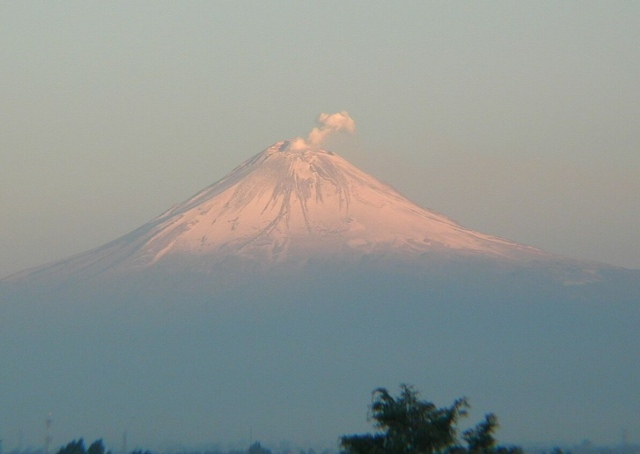
Popocatépetl, een actieve stratovulkaan in Mexico.

Schematische dwarsdoorsnede van een stratovulkaan. A: aanvoer van magma; B: centrale vulkaanpijp; C: vulkanische kegel op de flank van de vulkaan; D: lavastroom; E: sill; F: pyroclastische afzettingen; G: krater met opvulling; H: oude pijp.

Een stratovulkaan is een hoge kegelvormige vulkaan die is opgebouwd uit lagen van gestolde lava en tefra. Stratovulkanen hebben relatief steile hellingen en worden gekenmerkt door regelmatig explosieve uitbarstingen. De samenstelling van lava's uit stratovulkanen is relatief felsisch (rijk aan SiO2) wat de lava hoog viskeus maakt. Lavastromen reiken dan ook niet tot op grote afstand van de vulkaan. Pyroclastische stromen en asregens daarentegen wel. Uitvloeiingsgesteenten die worden gevormd door stratovulkanen zijn andesieten, dacieten en ryolieten. Dit in tegenstelling tot de mafischere lava bij schildvulkanen. De meeste stratovulkanen bereiken hoogtes boven de 2500 meter en de meeste vulkanen op Aarde die niet onder water gevormd zijn, zijn stratovulkanen.

## Naamgeving
De naam stratovulkaan is afgeleid van het Latijnse woord voor "laag"; stratum, meervoud strata. Binnen de aardwetenschappen wordt dit woord vaker gebruikt, onder andere zien we het terug in stratigrafie en stratosfeer. Soms worden stratovulkanen ook wel composite vulkanen genoemd, maar vulkanologen geven de voorkeur aan de term stratovulkaan.

## Vorming
Stratovulkanen worden meestal gevormd boven subductiezones, als ketens of bogen langs de randen van tektonische platen waar oceanische korst onder continentale korst duikt. Deze vorm van een convergente plaatgrens is zichtbaar langs de Ring van Vuur die de Grote Oceaan omsluit. Ook waar de ene oceanische plaat onder de andere duikt, worden stratovulkanen gevormd. Deze zijn minder felsisch in samenstelling dan de stratovulkanen die op continentale platen gevormd worden doordat de oceanische platen uit gabbro en basalt bestaan, mafisch stollingsgesteente.
Het magma dat gevormd wordt onder stratovulkanen komt omhoog als het water dat zit opgeslagen in gehydrateerde mineralen en in het poreuze basaltische gesteente van de oceanische bovenkorst, uitzet en het smeltpunt van het omringende gesteente verlaagt. Hierdoor ontstaat partiële smelt en het gesmolten gesteente wil omhoog door de lagere dichtheid. Als het magma door de continentale korst komt, neemt het meer silica in zich op, waardoor het magma zuurder wordt. Het magma verzamelt zich in een magmakamer onder de vulkaan waar ook andere gassen en elementen in het magma terechtkomen, zoals CO2, zwavel en chloor. Als de druk dan door de gasvorming hoog genoeg is geworden, barst de vulkaan uit, net als bij het openen van een geschudde fles cola. Dit veroorzaakt explosieve uitbarstingen, vaak gepaard gaand met lahars, pyroclastische stromen en asregens.
Doordat de uitbarstingen een periode van drukopbouw nodig hebben, barsten stratovulkanen niet vaak, maar wel regelmatig uit. Zo kent de Nevado del Ruiz in Colombia een uitbarstingsfrequentie van één uitbarsting per ongeveer 400 jaar.